# Ризатти, Рикардо
Рикардо Каито Ризатти (исп. Ricardo Caíto Risatti; 27 сентября 1986, Лабоулае, провинция Кордова, Аргентина) — аргентинский автогонщик. Является чемпионом сезона 2006 года Испанской Формулы-3, в данный момент участвует в аргентинской серии туринговых автомобилей TC 2000.

## Карьера
Карьера Ризатти началась с картинга в 1998. После относительно короткого периода из трех сезонов, он перешёл в класс B Южноамериканской Формулы-3, которая базируется в Бразилии. Он принял участие всего лишь в трёх гонках в 2001, но стал единственным из 12 выступавших аргентинцев, кто смог набрать очки в том году. Это было необычайно высоким числом; В 2002 сезоне было всего два аргентинских пилота, Включая самого Ризатти. В свой первый полный сезон, Ризатти занял четвёртое место зачёте класса B.
Ризатти отправился в Европу для выступления в Испанской Формуле-3 в 2003, выступая за E.V. Racing и Elide Racing в десяти из тринадцати гонок. После ежегодного прогрессирования одиннадцатого, пятого и третьего места в чемпионате, Ризатти в 2006 обеспечил себе титул с TEC Auto.
В феврале 2007 Ризатти был объявлен пилотом команды GP2 BCN Competicion, но позднее его место занял китаец Тун Хопинь. Вместо этого он выступал в Мировой серии Рено за команду GD (Great Dane) Racing. У Ризатти появился второй шанс совершить свой дебют в серии GP2, когда Пастор Мальдонадо получил перелом ключицы во время тренировки. Ризатти выступал за Trident Racing на Истанбул Парке в Турции, Спа-Франкоршаме в Бельгии и Монце в Италии. В это время, Луис Разия заменял его в Мировой серии Рено. В 2008 он перешёл в TC2000 за команду Chevrolet Elaion.

## Результаты выступлений

### Результаты выступлений в Мировой серии Рено
| Сезон | Команда   | №  | Гонки | Поулы | Победы | Очки | Место |
| 2007  | GD Racing | 27 | 9     | 0     | 0      | 0    | НКЛ   |

### Результаты выступлений в серии GP2
| Легенда к таблице |                                                                    |
| --- | ------------------------------------------------------------------ |
| В таблице перечислены результаты всех гонок, в которых принимал участие гонщик. Строками таблицы являются сезоны, столбцами — этапы соревнований. В каждой клетке указаны сокращённое название этапа и результат, дополнительно обозначенный цветом. Расшифровка обозначений и цветов представлена в нижеследующей таблице. |                                                                    |
| \| Пример \| Описание \| \| ------------ \| ------------------------------------------------------------------ \| \| 1 \| Победитель \| \| 2 \| Второе место \| \| 3 \| Третье место \| \| 5 \| Финишировал, заработав очки \| \| Сход \| Не финишировал, но при этом заработал очки \| \| 12 \| Финишировал, не получив очков \| \| НКЛ \| Финишировал, но не попал в финальную классификацию \| \| 15 \| Участвовал вне зачёта, либо по отдельной классификации \| \| 18 \| Не финишировал, но попал в финальную классификацию \| \| Сход \| Не финишировал \| \| НКВ \| Не прошёл квалификацию \| \| НПКВ \| Не прошёл предквалификацию \| \| ДСК \| Дисквалифицирован \| \| ИСК \| Исключён из протокола соревнований \| \| ТТ \| Заявлен для участия только в тренировках \| \| НС \| Участвовал в квалификации, но не стартовал в гонке \| \| Т \| Травмирован или болен \| \| ОТК \| Отказ от участия \| \| НТР \| Прибыл на соревнования, но на трассу не выезжал \| \| НПР \| Был заявлен в числе участников, но не прибыл к началу соревнований \| \| О \| Соревнования отменены \| \| \| Не участвовал \| \| Поул-позиция \| \| \| Быстрый круг \| \| |                                                                    |
| Пример | Описание                                                           |
| 1 | Победитель                                                         |
| 2 | Второе место                                                       |
| 3 | Третье место                                                       |
| 5 | Финишировал, заработав очки                                        |
| Сход | Не финишировал, но при этом заработал очки                         |
| 12 | Финишировал, не получив очков                                      |
| НКЛ | Финишировал, но не попал в финальную классификацию                 |
| 15 | Участвовал вне зачёта, либо по отдельной классификации             |
| 18 | Не финишировал, но попал в финальную классификацию                 |
| Сход | Не финишировал                                                     |
| НКВ | Не прошёл квалификацию                                             |
| НПКВ | Не прошёл предквалификацию                                         |
| ДСК | Дисквалифицирован                                                  |
| ИСК | Исключён из протокола соревнований                                 |
| ТТ | Заявлен для участия только в тренировках                           |
| НС | Участвовал в квалификации, но не стартовал в гонке                 |
| Т | Травмирован или болен                                              |
| ОТК | Отказ от участия                                                   |
| НТР | Прибыл на соревнования, но на трассу не выезжал                    |
| НПР | Был заявлен в числе участников, но не прибыл к началу соревнований |
| О | Соревнования отменены                                              |
| | Не участвовал                                                      |
| Поул-позиция |                                                                    |
| Быстрый круг |                                                                    |

| Год  | Команда        | 1     | 2     | 3     | 4     | 5     | 6     | 7     | 8     | 9     | 10    | 11    | 12    | 13    | 14       | 15       | 16      | 17         | 18       | 19       | 20    | 21    | ЛЗ | Очки |
| ---- | -------------- | ----- | ----- | ----- | ----- | ----- | ----- | ----- | ----- | ----- | ----- | ----- | ----- | ----- | -------- | -------- | ------- | ---------- | -------- | -------- | ----- | ----- | -- | ---- |
| 2007 | Trident Racing | БАХ 1 | БАХ 2 | ИСП 1 | ИСП 2 | МОН 1 | ФРА 1 | ФРА 2 | ВЕЛ 1 | ВЕЛ 2 | ЕВР 1 | ЕВР 2 | ВЕН 1 | ВЕН 2 | ТУЦ 1 16 | ТУЦ 2 10 | ИТА 1 8 | ИТА 2 Сход | БЕЛ 1 20 | БЕЛ 2 18 | ВАЛ 1 | ВАЛ 2 | 28 | 1    |